# Thetford Engineering Company
Die Thetford Engineering Company wurde 1963 in Thetford (Michigan) gegründet. Seit 1973 befindet sich die europäische Zentrale in Etten-Leur in den Niederlanden. Ungefähr 1.400 Mitarbeiter sind in dem Unternehmen beschäftigt. Geschäftsführer ist derzeit (Stand November 2009) Stéphane Cordeille.
Die Thetford Engineering Company spezialisiert sich auf die Produktion portabler Toiletten sowie die Herstellung von Toiletten, Kühlschränken und Küchengeräten für den Einbau in Wohnwagen, Wohnmobilen und Booten. Ein bekanntes Produkt des Unternehmens ist die Reisetoilette „Porta Potti“.